# Messiasia painteri
Messiasia painteri är en tvåvingeart som beskrevs av Wilcox 1975. Messiasia painteri ingår i släktet Messiasia och familjen Mydidae. Inga underarter finns listade i Catalogue of Life.